# Roy Ayers

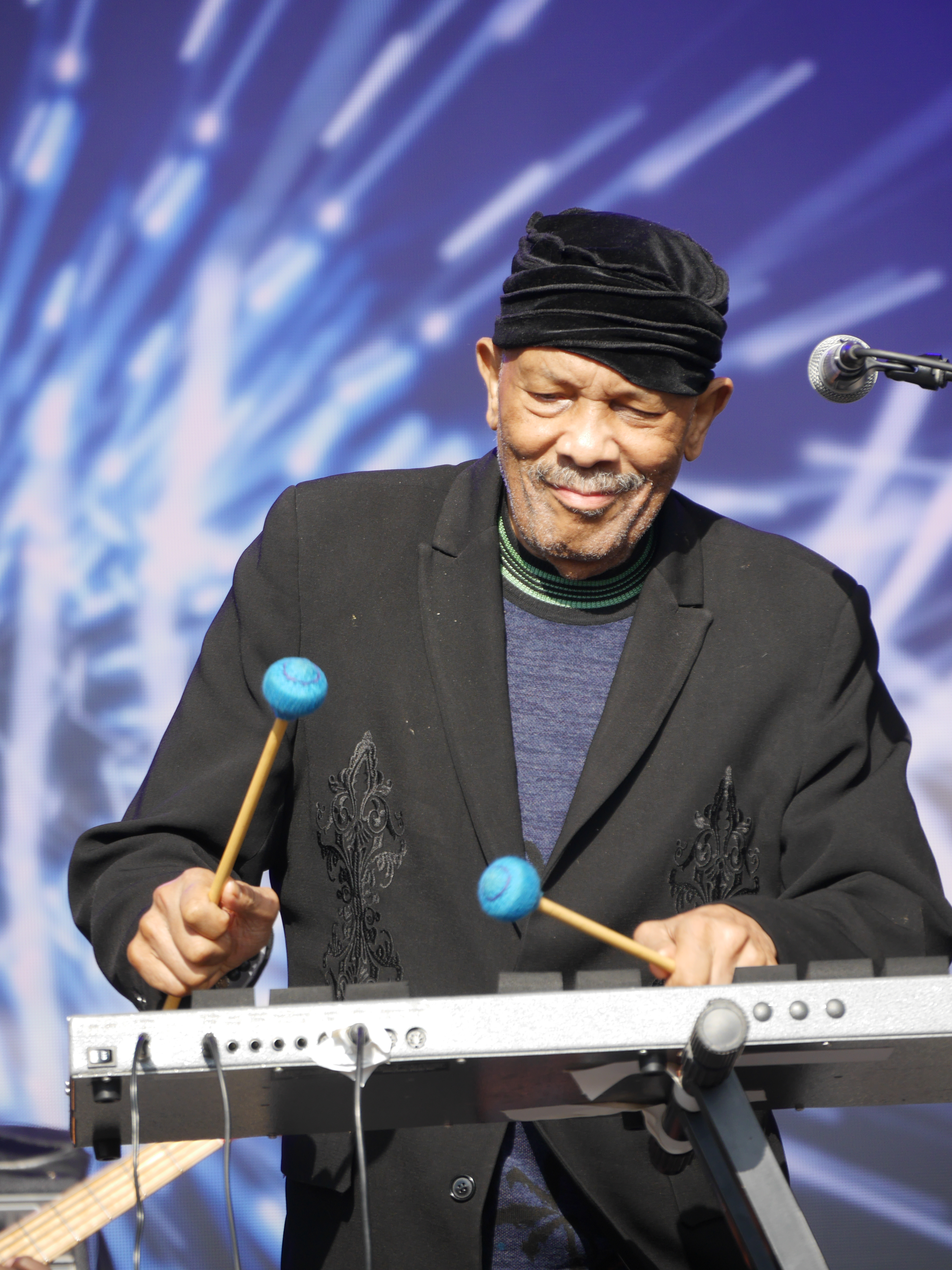
Roy Ayers, 2019

Roy Edward Ayers (* 10. September 1940 in Los Angeles; † 4. März 2025 in New York City) war ein US-amerikanischer Vibraphonist, Sänger, Komponist und Arrangeur. Ayers zählte zu den wichtigsten Vertretern des Jazzfunk.

## Werdegang
Seine Eltern, der Vater spielte Posaune und die Mutter Klavier, führten Ayers an die Musik heran. Er erlernte andere Instrumente und begann erst im Alter von 17 Jahren mit dem Vibraphon, obwohl er als Kind von Lionel Hampton ein Paar Vibraphonschlägel geschenkt bekommen hatte.
In den 1960er Jahren arbeitete er hauptsächlich in Los Angeles, wo er mit Teddy Edwards, Hampton Hawes und Harold Land auftrat, bevor er bei Curtis Amy spielte und dann zur Band von Jack Wilson gehörte, mit dem auch erste Alben entstanden, die ihn herausstellten. Leonard Feather empfahl ihn für ein erstes Album unter eigenem Namen. Herbie Mann engagierte ihn als musikalischen Leiter seiner Band, nachdem er 1966 mit ihm aufgetreten war. Mit Mann nahm er mehrere Alben auf, darunter dessen erfolgreiches Album Memphis Underground. Nach seinem Umzug nach New York gründete Ayers sein Ensemble Ubiquity (1970), das mit einer regelmäßig wechselnden Besetzung von Musikern und einem Repertoire aus Jazz, Soul, Popmusik, Blues und Funk aufwartete; er arbeitete nun auch als Sänger und Komponist. 1973 verantwortete er den Soundtrack zum Blaxploitation-Film Coffy mit Pam Grier. In der Pop- und Disco-Szene feierte er Erfolge, etwa mit seinem Hit Everybody Loves the Sunshine (1976).
Nachdem er 1979 mit Fela Kuti durch Nigeria getourt war, fühlte er sich inspiriert, soziale Fragen anzusprechen; diese Themen prägten 1981 sein Album Africa, Center of the World. 1982 gründete er mit Kuti das Label Uno Melodic Records, auf dem er die Werke anderer Musiker produzierte. In den späten 1980er Jahren fungierte Ayers mit seiner Gruppe als Hausband im Ronnie Scott’s Jazz Club in London und produzierte mehrere Live-Alben. Später war er als Gast an dem Album Nu Yorican Soul (Blue Thumb, 1997) beteiligt.
Ayers’ Musik wurde insbesondere von Hip-Hop-Musikern gesampelt; sie war vor allem in England erfolgreich und in der Acid-Jazz-Szene populär. Ende der 1990er nannten Produzenten der Nu-Jazz-Szene Ayers als wichtige Inspiration. Der einflussreiche britische DJ Gilles Peterson rückte Ayers’ Musik wieder ins Bewusstsein, indem er seine alten Stücke häufiger in seiner Sendung „Worldwide“ im BBC-Radio spielte. 2001 erschien ein Album mit bisher unveröffentlichten Aufnahmen von 1976 bis 1981 („Virgin Ubiquity: Unreleased Recordings 1976–1981“), die als Grundlage für viele Remixe dienten und Ayers’ Musik zu neuerlicher Beliebtheit in der elektronischen Tanzmusik verhalf.
Ayers’ letztes eigenes Album Mahogany Vibe erschien 2004. Auch kam es zu Kollaborationen mit Erykah Badu und Talib Kweli. Auf einer Europa-Tournee trat er 2010 mehrmals in Deutschland und Frankreich auf.
Ayers starb infolge einer langen Krankheit im Alter von 84 Jahren.

## Diskografie

### Studioalben (Solo)
| Jahr | Titel                       | Höchstplatzierung, Gesamtwochen, AuszeichnungChartplatzierungen (Jahr, Titel, Platzierungen, Wochen, Auszeichnungen, Anmerkungen) | Höchstplatzierung, Gesamtwochen, AuszeichnungChartplatzierungen (Jahr, Titel, Platzierungen, Wochen, Auszeichnungen, Anmerkungen) | Höchstplatzierung, Gesamtwochen, AuszeichnungChartplatzierungen (Jahr, Titel, Platzierungen, Wochen, Auszeichnungen, Anmerkungen) | Anmerkungen |
| Jahr | Titel                       | UK | US | R&B | Anmerkungen |
| ---- | --------------------------- | --- | --- | --- | ----------- |
| 1978 | Let’s Do It                 | — | US33 (13 Wo.)US | R&B15 (14 Wo.)R&B |             |
| 1978 | You Send Me                 | — | US48 (15 Wo.)US | R&B16 (29 Wo.)R&B |             |
| 1979 | Fever                       | — | US67 (15 Wo.)US | R&B25 (20 Wo.)R&B |             |
| 1979 | No Stranger to Love         | — | US82 (18 Wo.)US | R&B22 (21 Wo.)R&B |             |
| 1980 | Love Fantasy                | — | US157 (3 Wo.)US | R&B47 (6 Wo.)R&B |             |
| 1981 | Africa, Center of the World | — | US197 (2 Wo.)US | R&B43 (10 Wo.)R&B |             |
| 1982 | Feeling Good                | — | US160 (7 Wo.)US | R&B45 (6 Wo.)R&B |             |
| 1984 | In the Dark                 | — | — | R&B50 (13 Wo.)R&B |             |
| 1985 | You Might Be Surprised      | UK91 (2 Wo.)UK | — | R&B31 (32 Wo.)R&B |             |
| 1989 | Wake Up                     | — | — | R&B60 (11 Wo.)R&B |             |
| 1995 | Nasté                       | — | — | R&B71 (3 Wo.)R&B |             |

Weitere Studioalben
- 1963: West Coast Vibes
- 1967: Virgo Vibes
- 1968: Stoned Soul Picnic
- 1969: Daddy Bug
- 1970: Ubiquity
- 1983: Silver Vibrations
- 1983: Drivin’ On Up
- 1987: I’m the One (For Your Love Tonight)
- 2000: Perfection

### Roy Ayers Ubiquity
| Jahr | Titel                        | Höchstplatzierung, Gesamtwochen, AuszeichnungChartplatzierungen (Jahr, Titel, Platzierungen, Wochen, Auszeichnungen, Anmerkungen) | Höchstplatzierung, Gesamtwochen, AuszeichnungChartplatzierungen (Jahr, Titel, Platzierungen, Wochen, Auszeichnungen, Anmerkungen) | Höchstplatzierung, Gesamtwochen, AuszeichnungChartplatzierungen (Jahr, Titel, Platzierungen, Wochen, Auszeichnungen, Anmerkungen) | Anmerkungen |
| Jahr | Titel                        | UK | US | R&B | Anmerkungen |
| ---- | ---------------------------- | --- | --- | --- | ----------- |
| 1974 | Change Up the Groove         | — | US156 (4 Wo.)US | — |             |
| 1975 | Mystic Voyage                | — | US90 (18 Wo.)US | R&B13 (22 Wo.)R&B |             |
| 1976 | Everybody Loves the Sunshine | — | US51 (17 Wo.)US | R&B10 (19 Wo.)R&B |             |
| 1976 | Vibrations                   | — | US74 (12 Wo.)US | R&B11 (14 Wo.)R&B |             |
| 1977 | Lifeline                     | — | US72 (25 Wo.)US | R&B9 (28 Wo.)R&B |             |

Weitere Alben
- 1972: He’s Coming
- 1973: Red Black and Green
- 1973: Virgo Red
- 1975: A Tear to a Smile
- 1978: Starbooty

### Kollaborationsalben
| Jahr | Titel               | Höchstplatzierung, Gesamtwochen, AuszeichnungChartplatzierungen (Jahr, Titel, Platzierungen, Wochen, Auszeichnungen, Anmerkungen) | Höchstplatzierung, Gesamtwochen, AuszeichnungChartplatzierungen (Jahr, Titel, Platzierungen, Wochen, Auszeichnungen, Anmerkungen) | Höchstplatzierung, Gesamtwochen, AuszeichnungChartplatzierungen (Jahr, Titel, Platzierungen, Wochen, Auszeichnungen, Anmerkungen) | Anmerkungen         |
| Jahr | Titel               | UK | US | R&B | Anmerkungen         |
| ---- | ------------------- | --- | --- | --- | ------------------- |
| 1978 | Step in to Our Life | — | — | R&B45 (6 Wo.)R&B | mit Wayne Henderson |
| 1980 | Prime Time          | — | — | R&B62 (5 Wo.)R&B | mit Wayne Henderson |

Weitere Kollaborationsalben
- 1963: The Jack Wilson Quartet featuring Roy Ayers (mit Jack Wilson)
- 1966: Ramblin’ (mit Jack Wilson Quartet)
- 1970: Unchain My Heart (mit Bruno Carr, Miroslav Vitouš & Sonny Sharrock)
- 1980: Music of Many Colors (mit Fela Kuti)
- 1997: Smiling Faces (mit The Soul Society)
- 1998: Spoken Word (mit Bonita Brisker)
- 2002: Room at the Top (mit James Taylor Quartet & Ian Anderson)

### Livealben
- 1972: Live at the Montreux Jazz Festival
- 1990: Fast Money
- 1991: Searchin’
- 1992: Hot
- 1993: Good Vibrations
- 1999: Live from West Port Jazzfestival Hamburg (mit Ray Gaskins Band & Jocelyn Brown)

### Kompilationen
- 1976: Daddy Bug & Friends
- 1979: The Best of Roy Ayers
- 1983: Lots of Love
- 1992: Double Trouble (mit Rick James)
- 1993: Good Vibrations
- 1993: Vibrant
- 1993: Shining Symbol: The Ultimate Collection
- 1993: King of Vibes (Roy Ayers Super Collection)
- 1995: Evolution: The Polydor Anthology
- 1995: Vibesman (Live at Ronnie Scott’s)
- 1996: Searchin’ (Live) / Hot
- 1996: Good Vibrations / The Essential Groove - Live
- 1998: In the Dark / You Might Be Surprised
- 1998: The Collection
- 1999: Juice
- 1999: Smooth Jazz
- 1999: Daddy Bug / Virgo Vibes
- 2002: Essential Vibes
- 2002: For Café Après-Midi
- 2003: Destination Motherland: The Roy Ayers Anthology
- 2003: Snoop
- 2003: Virgin Ubiquity (Unreleased Recordings 1976–1981)
- 2004: Mahogany Vibe
- 2005: Virgin Ubiquity II (Unreleased Recordings 1976–1981)
- 2006: Virgin Ubiquity Remixed
- 2011: Step Into Our Life & Prime Time (mit Wayne Henderson)
- 2015: Searching for Sunshine (1973–1980)

### Soundtracks
- 1973: Coffy – die Raubkatze

### Singles
| Jahr | Titel Album                                    | Höchstplatzierung, Gesamtwochen, AuszeichnungChartplatzierungen (Jahr, Titel, Album, Platzierungen, Wochen, Auszeichnungen, Anmerkungen) | Höchstplatzierung, Gesamtwochen, AuszeichnungChartplatzierungen (Jahr, Titel, Album, Platzierungen, Wochen, Auszeichnungen, Anmerkungen) | Anmerkungen         |
| Jahr | Titel Album                                    | UK | R&B | Anmerkungen         |
| ---- | ---------------------------------------------- | --- | --- | ------------------- |
| 1976 | Mystic Voyage                                  | — | R&B70 (6 Wo.)R&B |                     |
| 1976 | The Golden Rod Everybody Loves The Sunshine    | — | R&B70 (6 Wo.)R&B |                     |
| 1977 | Running Away Lifeline                          | — | R&B19 (18 Wo.)R&B |                     |
| 1978 | Freaky Deaky Let’s Do It                       | — | R&B29 (16 Wo.)R&B |                     |
| 1978 | Get On Up, Get On Down You Send Me             | UK41 (4 Wo.)UK | R&B56 (8 Wo.)R&B |                     |
| 1979 | Heat of the Beat Step In To Our Life           | UK43 (5 Wo.)UK | R&B59 (8 Wo.)R&B | mit Wayne Henderson |
| 1979 | Love Will Bring Us Back Together Fever         | — | R&B41 (11 Wo.)R&B |                     |
| 1980 | Don’t Stop the Feeling                         | UK56 (3 Wo.)UK | R&B32 (17 Wo.)R&B |                     |
| 1980 | What You Won’t Do For Love No Stranger To Love | — | R&B73 (3 Wo.)R&B |                     |
| 1984 | In The Dark                                    | UK83 (3 Wo.)UK | R&B35 (13 Wo.)R&B |                     |
| 1985 | Poo Poo La La In The Dark                      | — | R&B89 (3 Wo.)R&B |                     |
| 1985 | Slip N’ Slide You Might Be Surprised           | — | R&B49 (9 Wo.)R&B |                     |
| 1986 | Hot You Might Be Surprised                     | — | R&B20 (12 Wo.)R&B |                     |
| 1986 | Programmed For Love You Might Be Surprised     | — | R&B62 (7 Wo.)R&B |                     |
| 1987 | Can’t You See Me                               | UK96 (1 Wo.)UK | — |                     |

### Gastbeiträge
| Jahr | Titel Album                            | Höchstplatzierung, Gesamtwochen, AuszeichnungChartplatzierungen (Jahr, Titel, Album, Platzierungen, Wochen, Auszeichnungen, Anmerkungen) | Höchstplatzierung, Gesamtwochen, AuszeichnungChartplatzierungen (Jahr, Titel, Album, Platzierungen, Wochen, Auszeichnungen, Anmerkungen) | Anmerkungen                   |
| Jahr | Titel Album                            | UK | R&B | Anmerkungen                   |
| ---- | -------------------------------------- | --- | --- | ----------------------------- |
| 1987 | Let’s Start Over Miles                 | UK77 (3 Wo.)UK | — | Miles Jay feat. Roy Ayers     |
| 1998 | Expansions Trouble on the Dancefloor   | UK68 (1 Wo.)UK | — | Scott Grooves feat. Roy Ayers |
| 2000 | When You Think of Me A Day in the Life | — | R&B46 (20 Wo.)R&B | Eric Benét feat. Roy Ayers    |